# Unione Sportiva Juveterranova Gela 1997-1998
Questa voce raccoglie le informazioni riguardanti l'Unione Sportiva Juveterranova Gela nelle competizioni ufficiali della stagione 1997-1998.

## Stagione

Il capitano Angelo Consagra siglò in totale quattro reti nella stagione 1997-1998. Decisiva fu la sua doppietta nel ritorno dei play-out contro il Chieti, per la salvezza della Juveterranova in Serie C2.

Alfonso Ammirata viene riconfermato per il quarto anno di fila alla guida tecnica dei biancoazzurri, che esordiscono in Coppa Italia Serie C il 17 agosto 1997 contro il Marsala, nella prima giornata del girone R, persa per 2-1. Dopo la vittoria per 1-0 della Juveterranova Gela sul Catania nel secondo impegno di coppa, gli uomini di Ammirata debuttano in campionato contro il Catanzaro allo Stadio Nicola Ceravolo, davanti a 7.000 spettatori; il match termina 3-2 in favore delle aquile.
Nei primi impegni di campionato si susseguono una serie di risultati negativi contro Benevento (0-2), Tricase (1-1), Avezzano (1-1) e Catania (0-0), che vengono culminati solamente alla sesta giornata, dalla vittoria per 2-0 contro l'Olbia, relegando la squadra nelle ultimi posizioni della classifica; il momento negativo viene caratterizzato anche dall'uscita nella Coppa nazionale, avendo perso la terza e la quarta giornata rispettivamente contro Trapani (0-2) e Acireale (4-1). Tuttavia, dopo il trionfo casalingo contro l'Olbia, la Juveterranova perde la trasferta contro il Sora (1-0) e rientra nel tunnel dei risultati sfavorevoli, collezionando un filotto negativo di otto partite distinte da pareggi e sconfitte contro Cavese (1-1), Marsala (0-1), Biscegliese (0-0), Astrea (1-1), Albanova (1-1), Crotone (1-2) e Trapani (1-0).
Nelle ultime giornate del girone di andata, la Juveterranova vive probabilmente il momento più positivo della stagione, riuscendo a collezionare una serie di risultati utili consecutivi senza mai perdere. Vince il match casalingo contro il Castrovillari per 2-1 allo stadio Vincenzo Presti, con un notevole gol dalla distanza del portiere Salvatore Brugnano al 53' minuto, che su rinvio batte Roberto Menghini grazie ad un fortunoso rimbalzo della palla, che inganna l'estremo portiere avversario, pareggia a Chieti 2-2, si impone sul Frosinone per 2-1 e si ferma sul risultato di 0-0 contro il Catanzaro, nella prima giornata del girone di ritorno.
Tuttavia nella seconda parte della competizione, i biancoazzurri conducono un campionato condizionato da risultati altalenanti, è solo all'inizio la squadra riesce a mantenere più o meno un andamento discreto. Dopo la sconfitta contro il Benevento (1-0) è il successo casalingo contro il Tricase (2-1), la squadra perde in trasferta contro l'Avezzano (2-1) ma riesce ad ottenere due pareggi consecutivi contro Catania (1-1) e Olbia (2-2), confermando il momento positivo con la vittoria sui bianconeri del Sora per 3-0; le buone prestazioni ottenute dagli uomini di Ammirata, portano la squadra al tredicesimo posto, provvisoriamente fuori dalla zona play-out.
Dopo il successo contro i volsci tuttavia, la squadra non riesce più a vincere, ed inala nuovamente una serie di risultati negativi (quattro sconfitte e due pareggi) che fanno sprofondare la squadra al terzultimo posto, a quattro giornate dal termine del campionato. Negli ultimi impegni calcistici la squadra di Ammirata riesce ad ottenere sette punti su dodici disponibili, grazie ai successi contro Trapani (2-1) e Chieti (3-2), ottenendo un pareggio contro il Frosinone (1-1) e perdendo solamente il match di trasferta contro il Castrovillari (3-2).
La Juveterranova Gela termina la stagione quattordicesima in classifica con 35 punti, non riuscendo così, ad evitare i play-out nonostante gli ultimi sforzi provati dalla squadra di Alfonso Ammirata, nelle ultime giornate.
Il 31 maggio 1998, si svolge la gara di andata che vede contrappore i biancoazzurri contro il Chieti di Stefano Di Chiara; il match termina in favore dei neroverdi sul risultato netto di 3-0. Nella gara di ritorno giocata il 7 giugno tuttavia, la squadra di Ammirata riesce a ribaltare il risultato dell'andata, grazie alla doppietta del capitano Angelo Consagra e all'autorete del difensore Enrico Paradisi, su una conclusione di Rosario Italiano. La Juveterranova Gela riesce così ad ottenere la salvezza, grazie alla miglior posizione in classifica rispetto al Chieti, classificatosi penultimo al termine della stagione.

## Rosa
| N. |                   | Ruolo | Calciatore                 |
| -- | ----------------- | ----- | -------------------------- |
| -  | Italia (bandiera) | P     | Andrea Aquilanti           |
| -  | Italia (bandiera) | P     | Salvatore Brugnano         |
| -  | Italia (bandiera) | D     | Carlo Cherubini            |
| 6  | Italia (bandiera) | D     | Angelo Consagra (capitano) |
| -  | Italia (bandiera) | D     | Giuseppe Di Gregorio       |
| -  | Italia (bandiera) | D     | Luigi Milazzo              |
| -  | Italia (bandiera) | D     | Giuseppe Misiti            |
| -  | Italia (bandiera) | D     | Tommaso Napoli             |
| -  | Italia (bandiera) | D     | Francesco Runza            |
| -  | Italia (bandiera) | D     | Fabrizio Tridente          |
| -  | Italia (bandiera) | C     | Francesco Cairo            |
| 8  | Italia (bandiera) | C     | Marco Comandatore          |
| -  | Italia (bandiera) | C     | Antonio Di Meo             |
| -  | Italia (bandiera) | C     | Rosario Italiano           |
| -  | Italia (bandiera) | C     | Antonio Franco Pannitteri  |
| -  | Italia (bandiera) | C     | Maurizio Perrelli          |

| N. |                   | Ruolo | Calciatore        |
| -- | ----------------- | ----- | ----------------- |
| -  | Italia (bandiera) | C     | Michele Perricone |
| -  | Italia (bandiera) | C     | Danilo Rufini     |
| -  | Italia (bandiera) | C     | Giuseppe Scerra   |
| -  | Italia (bandiera) | A     | Luigi Carosella   |
| -  | Italia (bandiera) | A     | Roberto Conte     |
| -  | Italia (bandiera) | A     | Nunzio Greco      |
| -  | Italia (bandiera) | A     | Vincenzo Giacco   |
| -  | Italia (bandiera) | A     | Giovanni Spadaro  |
| -  | Italia (bandiera) | A     | Salvatore Tomasi  |
| -  | Italia (bandiera) |       | Marrone           |
| -  | Italia (bandiera) |       | Mondello          |
| -  | Italia (bandiera) |       | Caci              |
| -  | Italia (bandiera) |       | Cascino           |
| -  | Italia (bandiera) |       | O. Comandatore    |
| -  | Italia (bandiera) |       | Catania           |

## Calciomercato

### Sessione estiva
| Acquisti | Acquisti          | Acquisti  | Acquisti |
| R.       | Nome              | da        |          |
| -------- | ----------------- | --------- | -------- |
| P        | Andrea Aquilanti  | Ascoli    |          |
| A        | Luigi Carosella   | Casertana |          |
| C        | Michele Perricone | Teramo    |          |

### Sessione invernale
| Acquisti | Acquisti        | Acquisti | Acquisti |
| R.       | Nome            | da       |          |
| -------- | --------------- | -------- | -------- |
| D        | Carlo Cherubini | Teramo   |          |
| D        | Tommaso Napoli  | Catania  |          |

## Risultati

### Serie C2

#### Girone di andata
| Arbitro: | Bianchi (Prato) |

|                                   |           |                                          |
| Camporese 10’ Libro 23’ Marra 50’ | Marcatori | 31’ (aut.) Picasso 81’ (rig.) Pannitteri |

| Arbitro: | Nicotera (Aprilia) |

|  |           |                         |
|  | Marcatori | 12’ Baglieri 93’ Chiera |

| Arbitro: | Rossomando (Salerno) |

|               |           |               |
| Carvenale 29’ | Marcatori | 75’ Carosella |

| Arbitro: | Linfatici (Viareggio) |

|                |           |              |
| Comandatore 4’ | Marcatori | 47’ Bozzetti |

| Catania 28 settembre 1997 5ª giornata | Catania       | 0 – 0 referto | Juveterranova Gela | Stadio Angelo Massimino (6.500 spett.)\| Arbitro: \| Ciampi (Pisa) \| |
| Arbitro:                              | Ciampi (Pisa) |               |                    |                                                                       |

| Arbitro: | Zenere (Schio) |

|                                  |           |  |
| Di Dio 12’ Panettieri 73’ (rig.) | Marcatori |  |

| Arbitro: | Girardi (San Donà di Piave) |

|                |           |  |
| Capparella 10’ | Marcatori |  |

| Arbitro: | Ponzio (Vercelli) |

|           |           |              |
| Conte 24’ | Marcatori | 35’ Lo Pinto |

| Arbitro: | Maselli (Lucca) |

|  |           |             |
|  | Marcatori | 48’ Barraco |

| Bisceglie 9 novembre 1997 10ª giornata | Biscegliese         | 0 – 0 referto | Juveterranova Gela | Stadio Gustavo Ventura (400 spett.)\| Arbitro: \| Cavallaro (Legnano) \| |
| Arbitro:                               | Cavallaro (Legnano) |               |                    |                                                                          |

| Arbitro: | Ferone (Terni) |

|               |           |           |
| Carosella 88’ | Marcatori | 25’ Paris |

| Arbitro: | Rossi (Forlì) |

|                 |           |            |
| Buoncammino 82’ | Marcatori | 48’ Di Meo |

| Arbitro: | Gasparroni (Ancona) |

|              |           |                  |
| Consagra 45’ | Marcatori | 55’, 91’ Tortora |

| Arbitro: | Papini (Perugia) |

|                  |           |  |
| Runza 80’ (aut.) | Marcatori |  |

| Arbitro: | Bianco (Mestre) |

|                               |           |              |
| Brugnano 53’ Conte 69’ (rig.) | Marcatori | 56’ Andreoli |

| Arbitro: | Rossi (Forlì) |

|                                |           |                       |
| Laghi 60’ Di Matteo 62’ (rig.) | Marcatori | 45’, 65’ (rig.) Conte |

| Arbitro: | Lambertini (Bologna) |

|                      |           |                |
| Di Meo 15’ Conte 39’ | Marcatori | 41’ Campilongo |

#### Girone di ritorno
| Gela 18 gennaio 1998 18ª giornata | Juveterranova Gela | 0 – 0 referto | Catanzaro | Stadio Vincenzo Presti (2.500 spett.)\| Arbitro: \| Belloli (Bergamo) \| |
| Arbitro:                          | Belloli (Bergamo)  |               |           |                                                                          |

| Arbitro: | Lampertico (Milano) |

|               |           |  |
| D'Isidoro 79’ | Marcatori |  |

| Arbitro: | Rossi (Rimini) |

|                   |           |             |
| Carosella 8’, 76’ | Marcatori | 65’ Cirillo |

| Arbitro: | Lecci (Varese) |

|                               |           |            |
| Federico 85’ Cairo 50’ (aut.) | Marcatori | 47’ Di Meo |

| Arbitro: | Bertini (Arezzo) |

|             |           |            |
| Perrelli 3’ | Marcatori | 80’ Lugnan |

| Arbitro: | Castellin (Conselve) |

|                               |           |                          |
| Pierantozzi 46’ Bolognesi 54’ | Marcatori | 51’ Misiti 82’ Carosella |

| Arbitro: | Cavallaro (Legnano) |

|                                       |           |  |
| Comandatore 41’ Di Meo 53’ Misiti 73’ | Marcatori |  |

| Arbitro: | Morganti (Ascoli Piceno) |

|                                 |           |  |
| Ambrosi 15’ (rig.) Lo Pinto 35’ | Marcatori |  |

| Arbitro: | Rossi (Forlì) |

|                         |           |            |
| Di Renzo 7’ Fortini 12’ | Marcatori | 13’ Di Meo |

| Gela 29 marzo 1998 27ª giornata | Juveterranova Gela  | 0 – 0 referto | Biscegliese | Stadio Vincenzo Presti (2.000 spett.)\| Arbitro: \| Tomasi (Conegliano) \| |
| Arbitro:                        | Tomasi (Conegliano) |               |             |                                                                            |

| Arbitro: | Ponzalli (Firenze) |

|                                                 |           |                         |
| Polidori 18’ Venturi 57’ Cordelli 61’ Gallo 67’ | Marcatori | 63’ Consagra 76’ Misiti |

| Gela 11 aprile 1998 29ª giornata | Juveterranova Gela | 0 – 0 referto | Albanova | Stadio Vincenzo Presti (2.000 spett.)\| Arbitro: \| Ardito (Bari) \| |
| Arbitro:                         | Ardito (Bari)      |               |          |                                                                      |

| Arbitro: | Battistella (Conegliano) |

|             |           |  |
| Tortora 95’ | Marcatori |  |

| Arbitro: | Ayroldi (Molfetta) |

|                            |           |           |
| Comandatore 14’ Di Meo 68’ | Marcatori | 78’ Mosca |

| Arbitro: | Griselli (Livorno) |

|                                  |           |                               |
| Bertuccelli 28’, 86’ Trocini 36’ | Marcatori | 50’ Italiano 60’ (rig.) Conte |

| Arbitro: | Palmieri (Cosenza) |

|                           |           |                      |
| Di Meo 20’ Conte 25’, 90’ | Marcatori | 75’ Laghi 87’ Lapini |

| Arbitro: | Cruciani (Pesaro) |

|                       |           |             |
| Campilongo 62’ (rig.) | Marcatori | 3’ Perrelli |

#### Play-out
| Arbitro: | Ayroldi (Molfetta) |

|                                    |           |  |
| Laghi 12’ Lapini 46’ Di Matteo 89’ | Marcatori |  |

| Arbitro: | Ceccotti (Udine) |

|                                       |           |  |
| Consagra 25’, 61’ Paradisi 85’ (aut.) | Marcatori |  |

### Coppa Italia Serie C
| Marsala 17 agosto 1997, ore 20:30 CEST 1ª giornata | Marsala             | 2 – 1 referto | Juveterranova Gela | Stadio Antonino Lombardo Angotta\| Arbitro: \| Battaglia (Messina) \| |
| Arbitro:                                           | Battaglia (Messina) |               |                    |                                                                       |

| Arbitro: | Urbano (Carbonia) |

|                       |           |  |
| Pannitteri 47’ (rig.) | Marcatori |  |

| Arbitro: | Porretta (Palermo) |

|  |           |                           |
|  | Marcatori | 75’ (rig.), 82’ Gianguzzo |

| Acireale 24 settembre 1997 4ª giornata | Acireale | 4 – 1 referto | Juveterranova Gela | Stadio Aci e Galatea |

## Statistiche

### Statistiche squadra
| Competizione         | Punti | In casa | In casa | In casa | In casa | In casa | In casa | In trasferta | In trasferta | In trasferta | In trasferta | In trasferta | In trasferta | Totale | Totale | Totale | Totale | Totale | Totale | DR  |
| Competizione         | Punti | G       | V       | N       | P       | Gf      | Gs      | G            | V            | N            | P            | Gf           | Gs           | G      | V      | N      | P      | Gf     | Gs     | DR  |
| -------------------- | ----- | ------- | ------- | ------- | ------- | ------- | ------- | ------------ | ------------ | ------------ | ------------ | ------------ | ------------ | ------ | ------ | ------ | ------ | ------ | ------ | --- |
| Serie C2             | 35    | 18      | 8       | 7       | 3       | 24      | 15      | 18           | 0            | 7            | 11           | 15           | 30           | 36     | 8      | 14     | 14     | 39     | 45     | -6  |
| Coppa Italia Serie C | -     | 2       | 1       | 0       | 1       | 1       | 2       | 2            | 0            | 0            | 2            | 2            | 6            | 4      | 1      | 0      | 3      | 3      | 8      | -5  |
| Totale               | 35    | 20      | 9       | 7       | 4       | 25      | 17      | 20           | 0            | 7            | 13           | 17           | 36           | 40     | 9      | 14     | 17     | 42     | 53     | -11 |

### Andamento in campionato
| Giornata  | 1  | 2  | 3  | 4  | 5  | 6  | 7  | 8  | 9  | 10 | 11 | 12 | 13 | 14 | 15 | 16 | 17 | 18 | 19 | 20 | 21 | 22 | 23 | 24 | 25 | 26 | 27 | 28 | 29 | 30 | 31 | 32 | 33 | 34 |
| --------- | -- | -- | -- | -- | -- | -- | -- | -- | -- | -- | -- | -- | -- | -- | -- | -- | -- | -- | -- | -- | -- | -- | -- | -- | -- | -- | -- | -- | -- | -- | -- | -- | -- | -- |
| Luogo     | T  | C  | T  | C  | T  | C  | T  | C  | C  | T  | C  | T  | C  | T  | C  | T  | C  | C  | T  | C  | T  | C  | T  | C  | T  | T  | C  | T  | C  | T  | C  | T  | C  | T  |
| Risultato | P  | P  | N  | N  | N  | V  | P  | N  | P  | N  | N  | N  | P  | P  | V  | N  | V  | N  | P  | V  | P  | N  | N  | V  | P  | P  | N  | P  | N  | P  | V  | P  | V  | N  |
| Posizione | 14 | 18 | 18 | 18 | 18 | 14 | 15 | 15 | 18 | 18 | 18 | 16 | 16 | 18 | 16 | 16 | 14 | 14 | 15 | 13 | 13 | 14 | 14 | 13 | 14 | 15 | 15 | 16 | 14 | 16 | 15 | 16 | 14 | 14 |

Legenda:

Luogo: C = Casa; T = Trasferta. Risultato: V = Vittoria; N = Pareggio; P = Sconfitta.

### Statistiche dei giocatori
| Giocatore   | Serie C2 | Serie C2 | Serie C2    | Serie C2   | Coppa Italia Serie C | Coppa Italia Serie C | Coppa Italia Serie C | Coppa Italia Serie C | Totale   | Totale | Totale      | Totale     |
| Giocatore   | Presenze | Reti     | Ammonizioni | Espulsioni | Presenze             | Reti                 | Ammonizioni          | Espulsioni           | Presenze | Reti   | Ammonizioni | Espulsioni |
| ----------- | -------- | -------- | ----------- | ---------- | -------------------- | -------------------- | -------------------- | -------------------- | -------- | ------ | ----------- | ---------- |
| A. Consagra | 0        | 0        | 0           | 0          | 0                    | 0                    | 0                    | 0                    | 0        | 0      | 0           | 0          |